# Arabisch-Normandische kunststijl

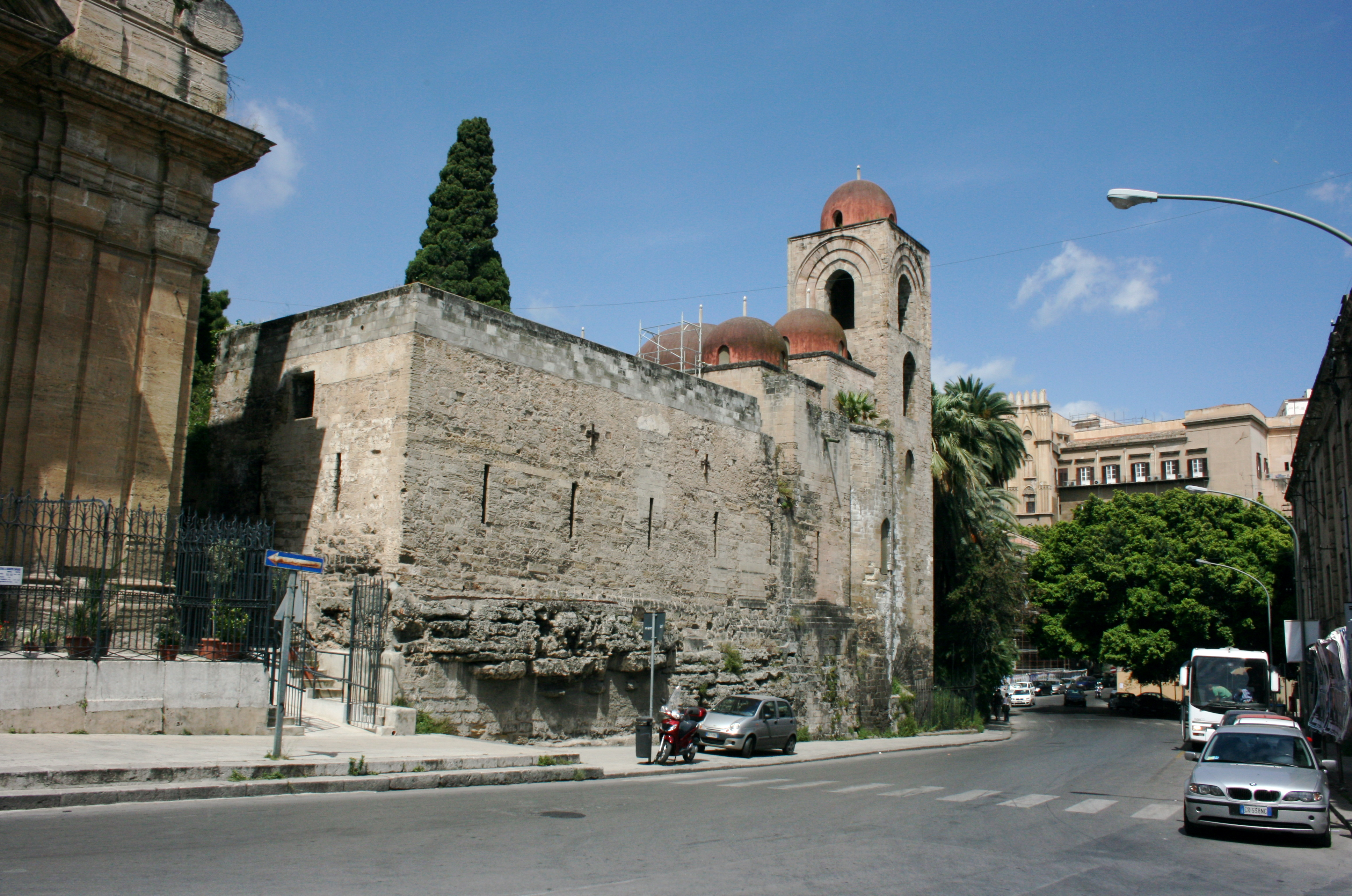
San Giovanni degli Eremiti in Palermo

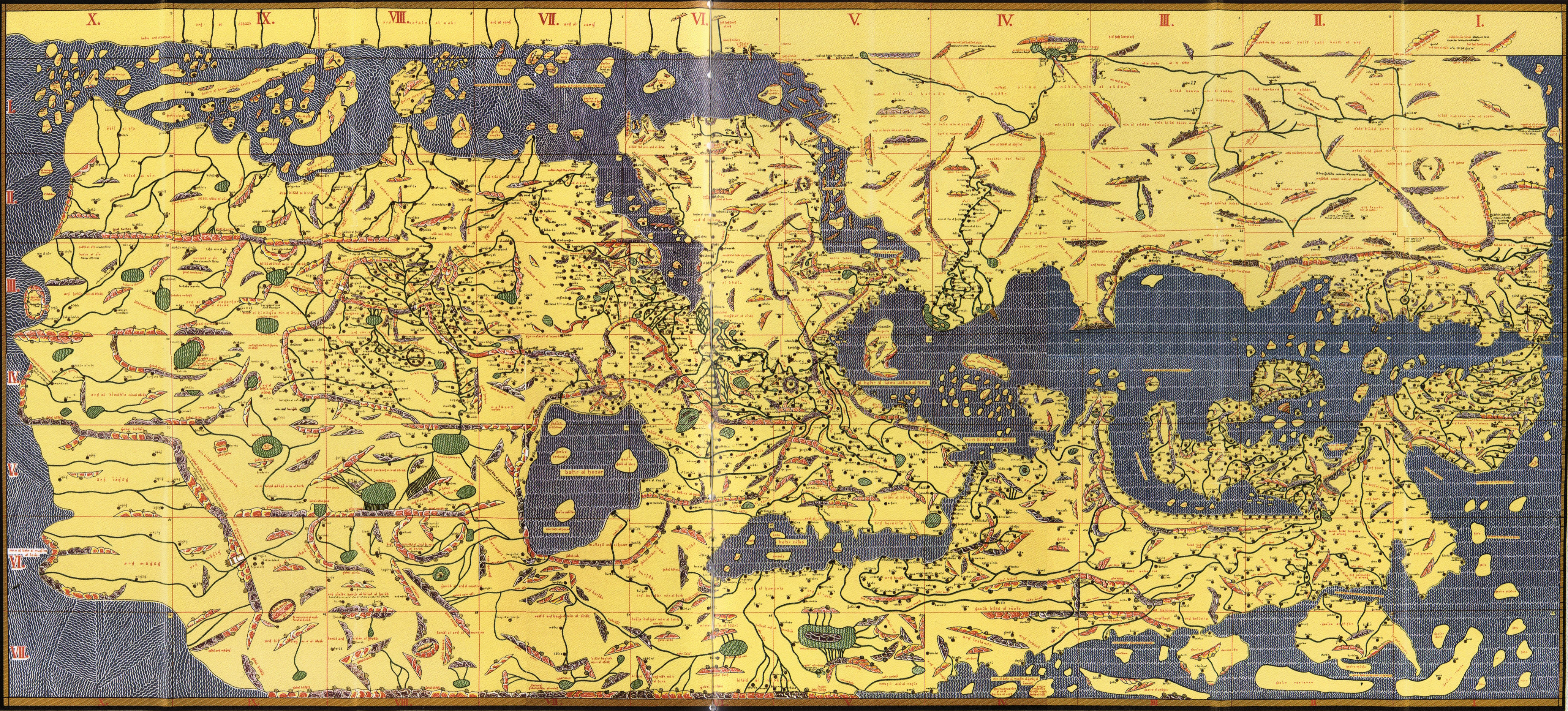
De Tabula Rogeriana gemaakt door Muhammad al-Idrisi in opdracht van koning Rogier II

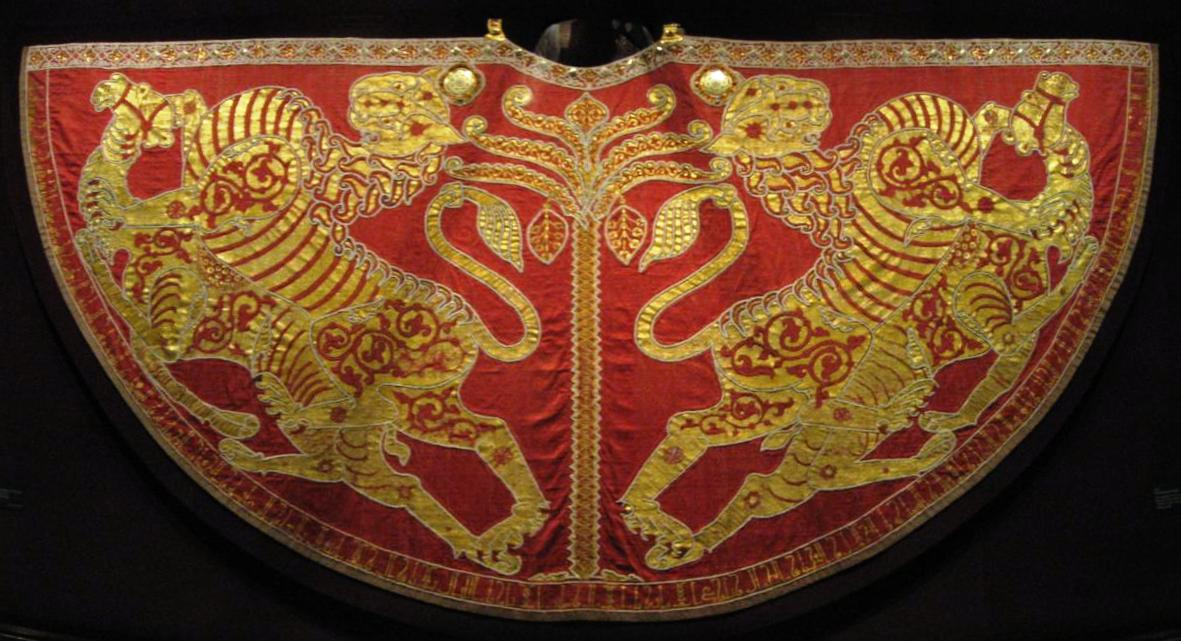
Koningsmantel van Rogier II, met een Arabische inscriptie en het islamitische jaartal 528 (1133-1134)

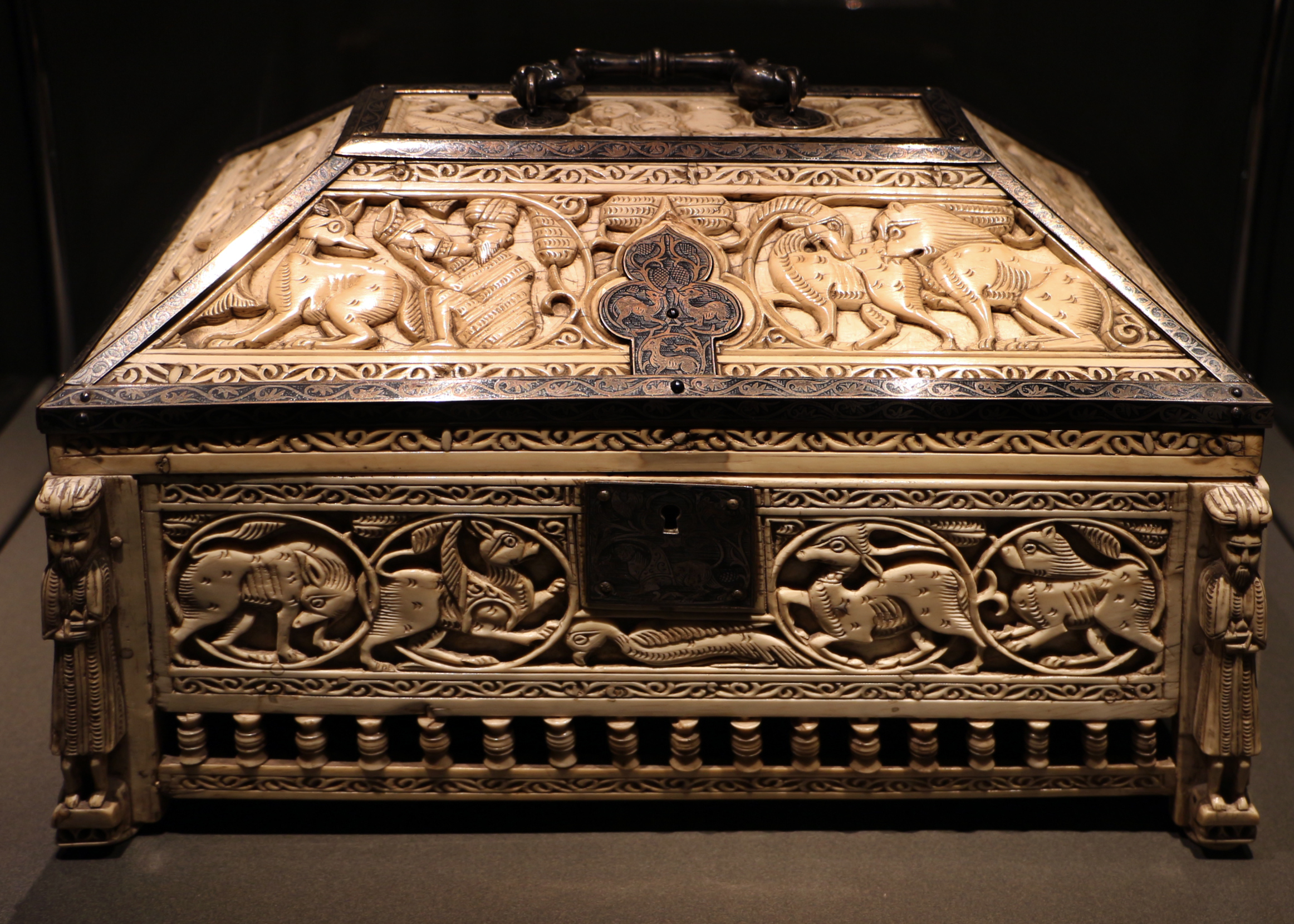
Siculo-Arabisch kistje (Zuid-Italië of Sicilië, 11e/12e eeuw) in de Schatkamer van de Sint-Servaasbasiliek, Maastricht

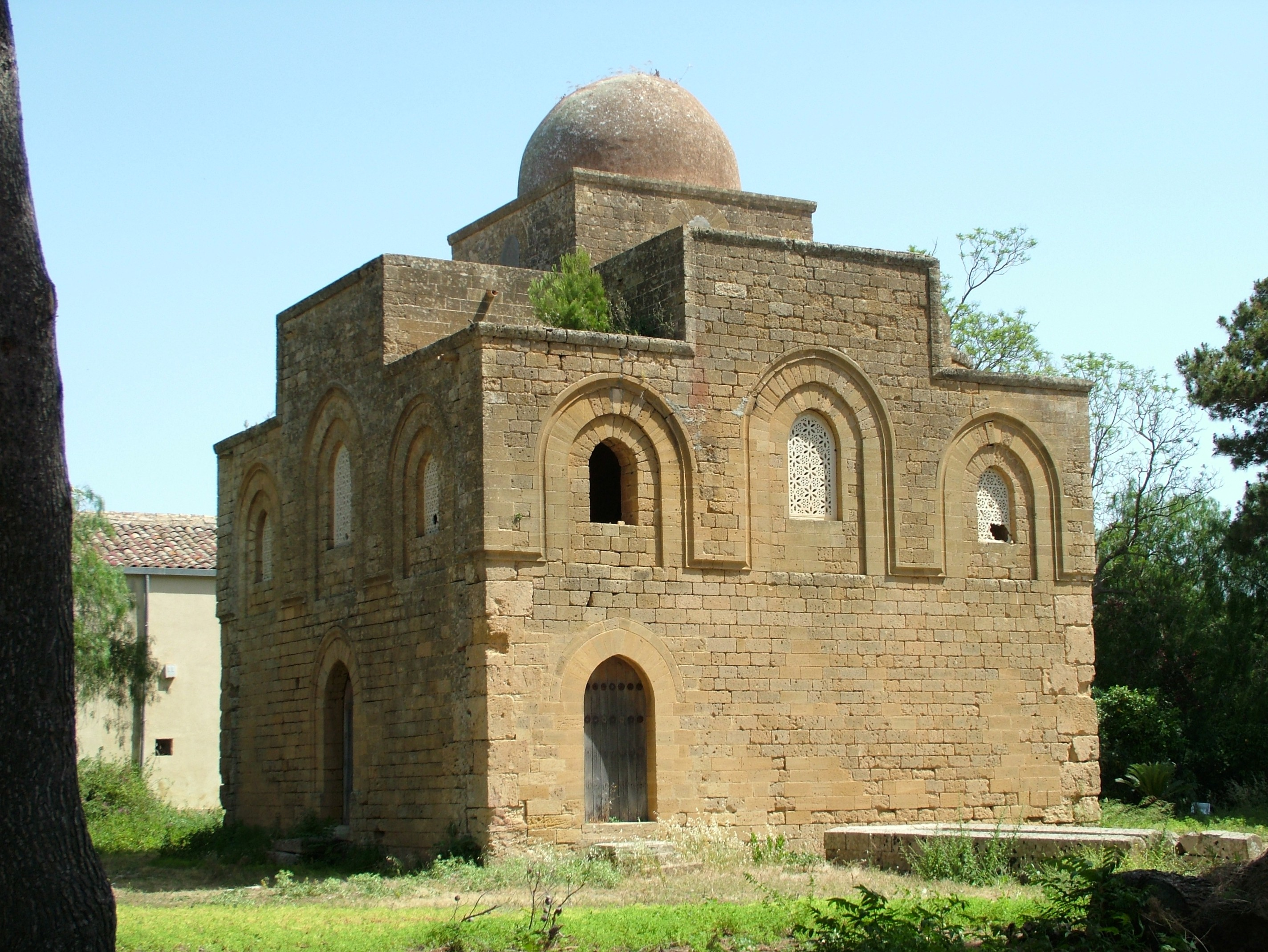
Santissima Trinità di Delia, nabij Castelvetrano

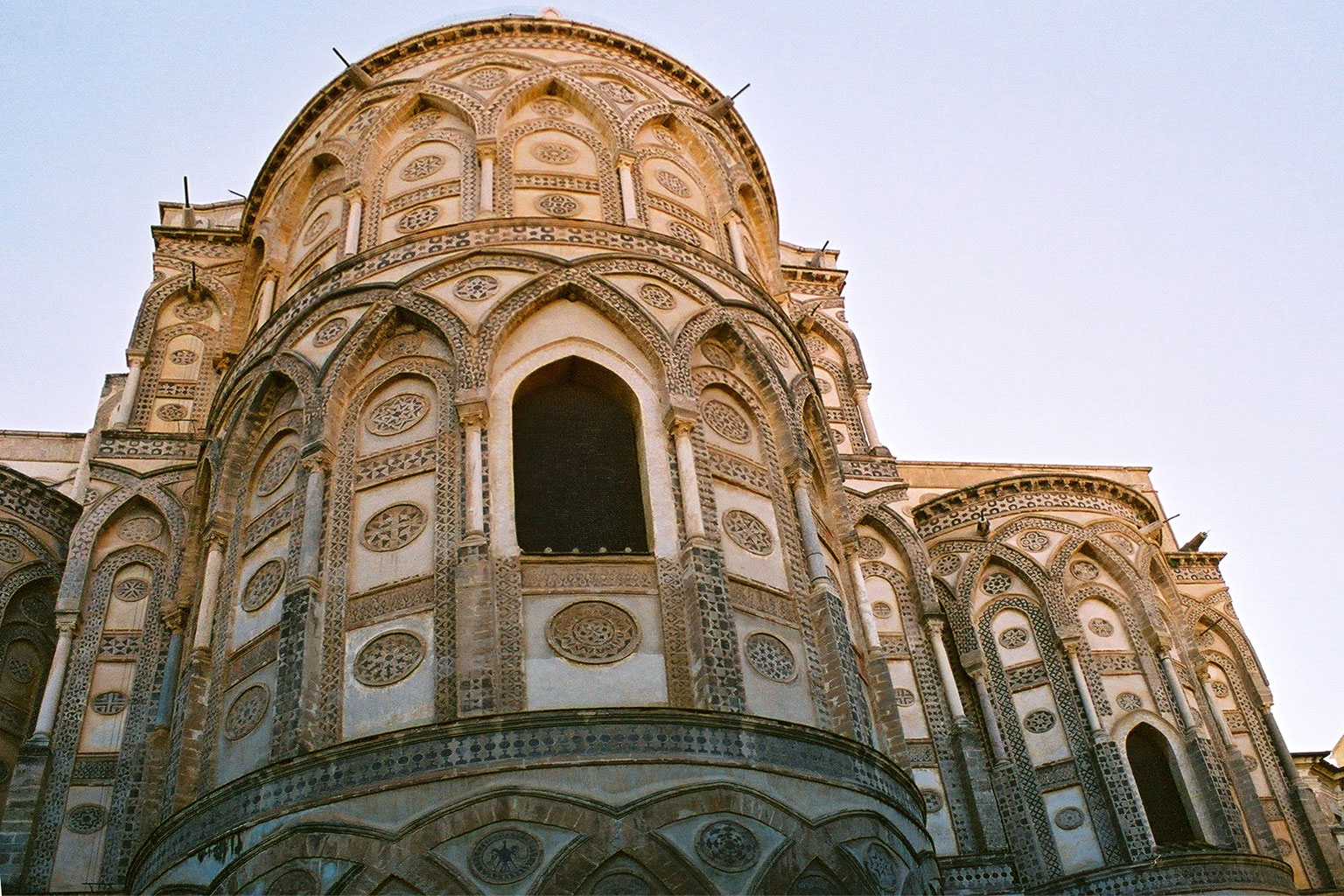
Apsis van de kathedraal van Monreale

De Arabisch-Normandische kunststijl (ook bekend als Arabisch-Normandische cultuur) is de naam voor de middeleeuwse kunststijl toegepast vanaf 1061 tot ongeveer 1250 op Sicilië. De kunststijl was een mengeling van christelijke en islamitische kunst en ontstond na de Normandische verovering van het Emiraat Sicilië.

## Culturele vermenging
In het Sicilië van de Normandiërs kon het tot deze culturele vermenging, van Arabische en christelijke culturelen komen, doordat de Normandische heersende klasse relatief klein was. De ambachtslieden en de kunstenaars die de Normandische bouwwerken bouwden bestonden dus voornamelijk uit de Griekse, Romaanse en Arabische bevolkingsgroepen van vóór de Normandische veroveringen. Daarnaast lieten de Normandische koningen zich omringen door zowel Griekse als Arabische dichters, wetenschappers en adviseurs en stonden de koningen zeer tolerant tegenover de Arabieren:

Zij [de moslims] werden goed behandeld en zij werden beschermd, zelfs tegen de Fransen. Daarom hadden zij een grote voorliefde voor koning Rogier.
— Ibn al-Athir

Rogier II had Arabische soldaten in zijn leger en sprak vloeiend Arabisch. Hij gaf Arabische architecten opdracht tot het bouwen van kerken en paleizen. De tolerante houding ten opzichte van niet-christenen bleef in stand onder de andere Normandische koningen, onder wie Willem II, zoals blijkt uit de verslagen van de Spaans-Arabische geograaf Ibn Jubayr. Hij bezocht Sicilië in 1184 op de terugreis van zijn bedevaart naar Mekka. Tot zijn grote verbazing werd hij warm ontvangen door Normandische christenen en was een groot aantal ambtenaren islamitisch:

De houding van de koning is werkelijk bijzonder. Zijn houding ten opzichte van moslims is perfect: hij geeft ze werk, hij kiest zijn officieren uit de moslimbevolking, en bovenal kunnen zij trouw blijven aan de islam. De koning heeft het volste vertrouwen in de moslims en vertrouwt op hen bij het afhandelen van kwesties, inclusief de belangrijkste, zijn kok is bijvoorbeeld een moslim [...] Zijn viziers en kamerheren zijn eunuchen, van wie er veel lid zijn van zijn regering en op wie hij vertrouwt in privézaken.
— Ibn Jubayr

Ibn Jubayr noemt in zijn boek ook het gegeven dat veel christenen in Palermo zich kleden als moslims en Arabisch spreken. De registers van het koninklijke hof werden bijvoorbeeld in het Arabisch geschreven.

## Architectuur
De Normandische architectuur op Sicilië werd door zowel de islamitische als de Byzantijnse architectuur beïnvloed. De meest herkenbare voorbeelden van deze bouwstijl zijn de kerkgebouwen en paleizen, waarvan er nog veel bewaard zijn gebleven, bijvoorbeeld:
- Kathedraal van Salerno (1076-1085)
- Palazzo dei Normanni en de Cappella Palatina (1130-1140) in Palermo
- De kastelen La Zisa (1165), La Cuba (1180) en de Cubula in Palermo
- Paleiskapel van La Zisa: Chiesa della Santissima Trinità alla Zisa
- Kathedraal van Palermo (1184)
- Vele andere kerken in Palermo, bijvoorbeeld: San Giovanni dei Lebbrosi (1071), San Giovanni degli Eremiti (1130), San Cataldo (1154-1160)
- Kathedraal van Cefalù (1131)
- Dom van Monreale (1172-1176)
- Kathedraal van Messina (1197)
- Santissima Trinità di Delia (1140-1160), westelijk van Castelvetrano

## Dichtkunst
Uit een vermenging van Normandische, Franse, Griekse, Arabische en Siciliaanse elementen ontstond de Siciliaanse dichterschool, de Scuola Poetica Siciliana. Deze dichterschool bestond uit een groep dichters aan het hof van keizer Frederik II rond 1220 tot 1250 en had invloed op latere Italiaanse dichters, onder wie Dante Alighieri.

## Nasleep
De invloed van de Arabische cultuur op de Siciliaanse cultuur nam sterk af onder de heerschappij van de Hohenstaufen, die na 1198 de Normandiërs opvolgden als koningen van Sicilië. Koning Frederik II (1198-1250), tevens keizer van het Heilige Roomse Rijk, kreeg te maken met een opstand van de moslims in de omgeving van Palermo en Monreale. In 1222 begon hij aan een veldtocht om de orde te herstellen. Hij omsingelde de verblijfplaats van de opstandelingen en dwong hen om zich na twee maanden over te geven, waarna hij hun leider, Ibn-Abbad, in Palermo liet ophangen. Om toekomstige problemen te vermijden liet hij de moslims die zich niet wilden bekeren tot het christendom, overplaatsen naar de Apulische stad Lucera. Dit waren er ten minste 20.000. Lucera werd in 1300 op aandringen van de paus door koning Karel II van Napels vernietigd, waarbij de bewoners die zich nog niet hadden bekeerd tot het christendom werden verkocht als slaaf.